# Cautires singularithorax
Cautires singularithorax es una especie de escarabajo perteneciente a la familia Lycidae y en la subfamilia Lycinae. La especie fue descrita por primera vez en 1925 por Maurice Pic en Java Oriental.

## Descripción
Cautires singularithorax se parece a Cautires apicalis en el tamaño del cuerpo y el patrón de color. Estas especies se diferencian por la extensión de la parte brillante de los élitros, que es mucho más pequeña en C. singularithorax y en el borde en forma de V entre la parte brillante y oscura en C. singularithorax así como el borde casi transversal en Cautires apicalis. Los genitales femeninos de ambas especies difieren en la longitud relativa de los valvifers; los del C. singularithorax son robustos y aproximadamente 1,8 veces más largos que los coxites.